# Casa Fitzcarraldo
La Casa Fitzcarraldo es un actual bed and breakfast en Punchana, Iquitos, Perú. El lugar es un hito en la historia del cine de Iquitos y el lugar de nacimiento para la producción de Fitzcarraldo y Aguirre, la ira de Dios de Werner Herzog. Actualmente tiene una memorabilia fotográfica de la película y una filmoteca variada. La Casa es propiedad de Walter Saxer, productor ejecutivo de Fitzcarraldo, y  Micaela Saxer, una de las protagonistas de The Orange Thief.
En los inicios de su historia, la Casa Fitzcarraldo albergó a Werner Herzog, Klaus Kinski, Claudia Cardinale, Jason Robards y Mick Jagger.

## Infraestructura y servicio

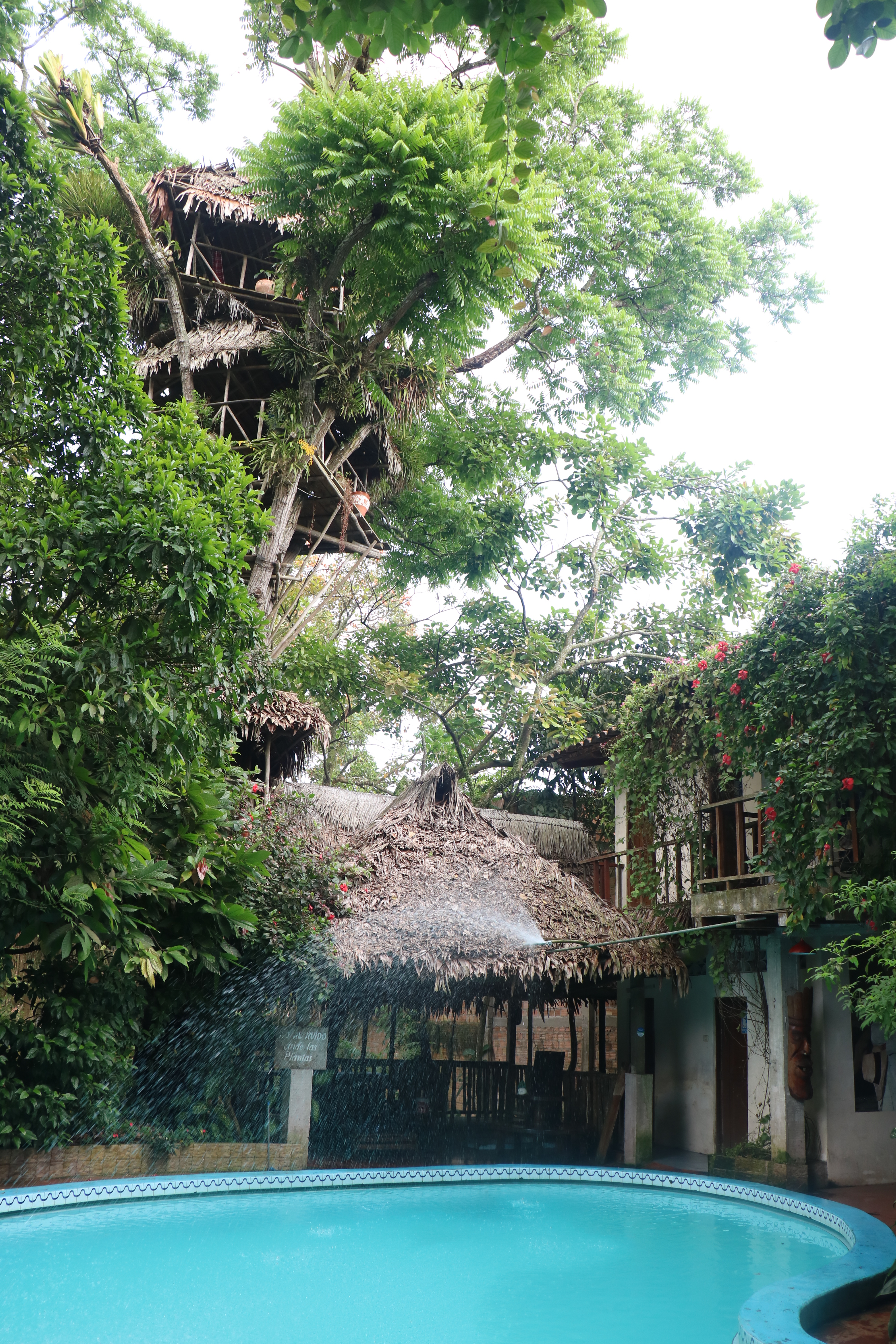
Casa del árbol y piscina del hotel.

Basado en su servicio de B&B, la Casa Fitzcarraldo funciona como alojamiento, restaurante, bar, piscina recreativa, filmoteca, entre otros. Uno de sus mayores atractivos es su ambiente forestal —conformada principalmente por orquídeas y bromeliáceas—, el cual le da la apariencia de un «oasis» en media ciudad. Cuenta con una colección fotográfica de la producción de Fitzcarraldo y un enorme cedro donde está adjunta una gran casa de árbol. Studio One y The Suite son otras salas especiales de la Casa.
Existe dos habitaciones especiales que albergaron a dos personajes de Fitzcarraldo, las cuales son denominadas como la Habitación Azul (con parqué de caoba y habitada una vez por Mick Jagger) y la Habitación Verde (habitada una vez por Klaus Kinski).

### Filmoteca

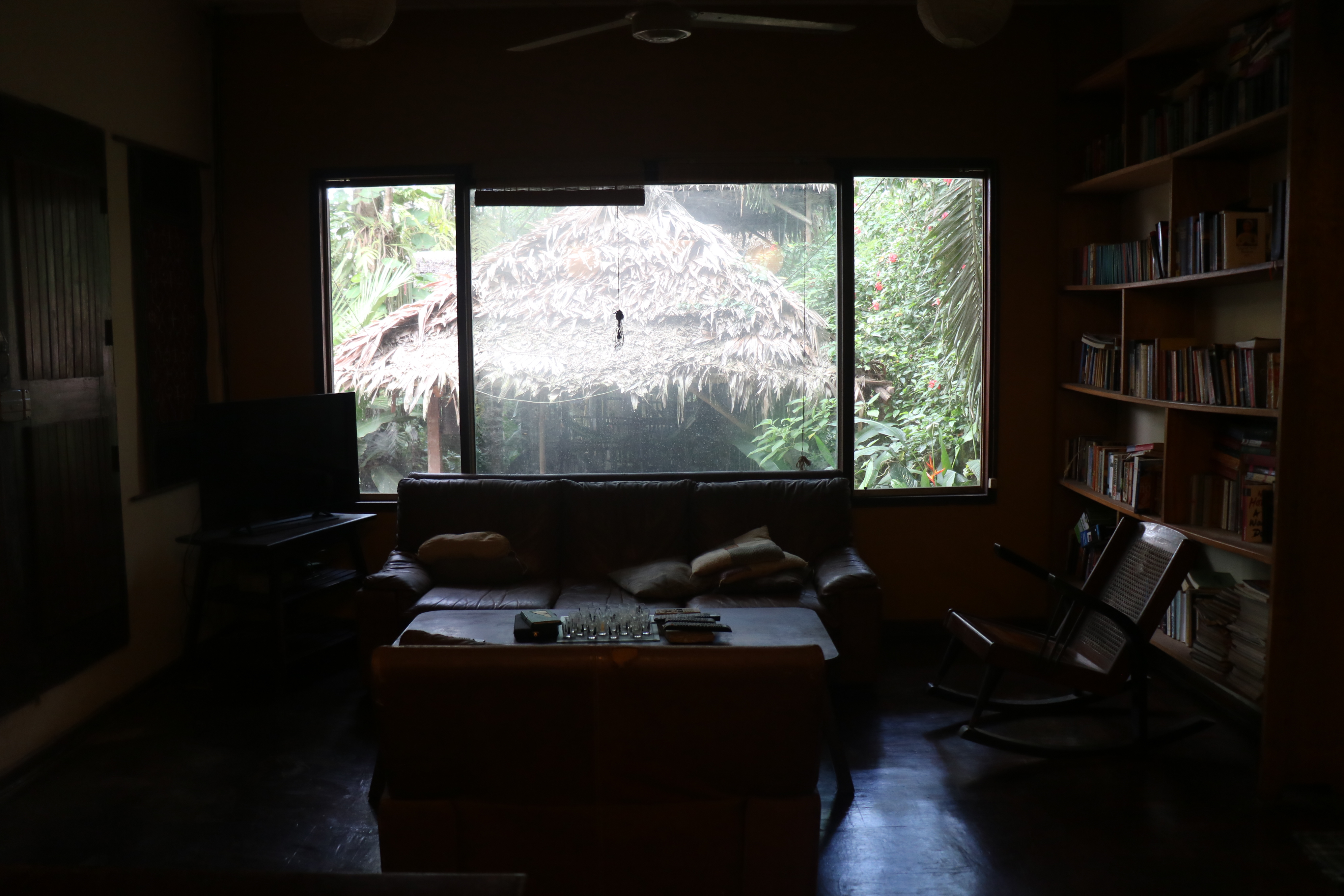
Salon principal de la Casa Fitzcarraldo.

La Casa tiene una sala que proyecta películas, las cuales están disponibles en doblaje o en subtítulos:[cita requerida]
- Aguirre, la ira de Dios de Werner Herzog.
- Antes que anochezca de Julian Schnabel.
- Apocalypto de Mel Gibson.
- Aurora de Friedrich Wilhelm Murnau.
- Corazón de vidrio de Werner Herzog.
- El amor en los tiempos del cólera de Mike Newell.
- El enigma de Kaspar Hauser de Werner Herzog.
- El solista de Joe Wright.
- Fitzcarraldo de Werner Herzog.
- Gangster americano de Ridley Scott.
- Golpes del destino de Clint Eastwood.
- Gomorra de Matteo Garrone.
- Il Pugno di Gesù de Stephan Jäger.
- Grito de piedra de Werner Herzog.
- La mujer del cuadro de Fritz Lang.
- Nosferatu, vampiro de la noche de Werner Herzog.
- También los enanos empezaron pequeños de Werner Herzog.
- Tiempos modernos de Charles Chaplin.
- Vicky Cristina Barcelona de Woody Allen.

## Respuesta turística
Según TripAdvisor, la Casa Fitzcarraldo mantiene una calificación de 8 estrellas basada en 32 reseñas, y está en el puesto 4 de los 30 mejores hoteles de Iquitos. En Trivago, mantiene una puntuación de 79 sobre 100 basado en 43 opiniones, y la ubica en el puesto 8 de los 50 mejores hoteles en Iquitos.